# Tee Lake
Tee Lake est un village compris dans le territoire de la municipalité de Kipawa au Québec (Canada).

## Toponymie
Au xixe siècle, l'endroit est désigné Gendreau en référence au canton dans lequel il se trouve, proclamé en 1890. Le nom Tee Lake, officialisé en 1972, fait référence au lac Tee, dont la forme rappelle celle d'un « T ».

## Géographie
Le village est situé à quelques kilomètres au nord-est de Témiscaming, près de Letang. Localisée au sud du lac Tee, l'agglomération est implantée sur la rive est du ruisseau Gordon.
Ses quelques centaines d'habitants vivent principalement de l'exploitation des forêts du Témiscamingue.

## Histoire
Une scierie de pin est construite par la compagnie Booth Lumber Company en 1941 aux abords du lac Tee. Logeant d'abord ses travailleurs dans un camp, puis dans une maison de pension, la Booth Lumber érige une quarantaine de maisons pour ses travailleurs permanents face à l'usine de l'autre côté du ruisseau Gordon, constituant ainsi le noyau villageois de Tee Lake. Une seconde scierie affectée à la transformation de feuillus est construite par Commonwealth Plywood en 1958 et demeure en opération jusqu'à sa destruction par un incendie en 1979. La scierie de la Booth Lumber est convertie à la transformation de feuillus au courant de cette décennie.
Le village, d'abord desservi par chemin de fer, est relié à Témiscaming par la route en 1947.
Une mission est fondée en 1941, et la messe est célébrée à l'usine, puis dans l'école ou dans la maison du personnel. L'église Notre-Dame-du-Lac est construite en 1955. La paroisse canonique est agrandie en 1964. Au xxie siècle, l'église est partiellement démolie transformée en résidence.
D'abord situé dans le territoire non organisé du comté de Témiscamingue, le village est inclus à la municipalité de Kipawa lors de sa création en 1985.